# Lawrence G. Williams

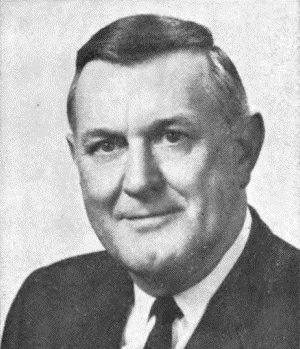
Lawrence G. Williams (1971)

Lawrence Gordon Williams (* 15. September 1913 in Pittsburgh, Pennsylvania; † 13. Juli 1975 in Philadelphia, Pennsylvania) war ein US-amerikanischer Politiker. Zwischen 1967 und 1975 vertrat er den Bundesstaat Pennsylvania im US-Repräsentantenhaus.

## Werdegang
Lawrence Williams kam im Jahr 1922 nach Philadelphia. Er besuchte die Frankfort High School und danach das Drexel Institute of Technology. Zwischen 1936 und 1966 arbeitete er für die Firma Curtis Publishing Co, in der er bis zum Vizepräsidenten für die Produktion aufstieg. Während des Zweiten Weltkrieges diente er im Fliegerkorps der US Army. Von 1952 bis 1966 saß er im Gemeinderat der Ortschaft Springfield; seit 1960 leitete er dieses Gremium. Zwischen 1959 und 1966 vertrat Williams das Delaware County im Penn-Jersey Transportation Study-Ausschuss, der sich mit Transportfragen im Grenzbereich der Staaten Pennsylvania und New Jersey befasste. Außerdem war er Mitglied von zwei anderen regionalen Gremien. Er war auch Präsident der Vereinigung der Ortsvorsteher von Pennsylvania (State Association of Township Commissioners).
Politisch war Williams Mitglied der Republikanischen Partei. Bei den Kongresswahlen des Jahres 1966 wurde er im siebten Wahlbezirk von Pennsylvania in das US-Repräsentantenhaus in Washington, D.C. gewählt, wo er am 3. Januar 1967 die Nachfolge von George Watkins antrat. Nach drei Wiederwahlen konnte er bis zum 3. Januar 1975 vier Legislaturperioden im Kongress absolvieren. In diese Zeit fielen unter anderem das Ende des Vietnamkrieges und der Bürgerrechtsbewegung sowie im Jahr 1974 die Watergate-Affäre. 1974 wurde Williams von seiner Partei nicht mehr zur Wiederwahl nominiert.
Nach dem Ende seiner Zeit im US-Repräsentantenhaus wurde er von Präsident Gerald Ford als Berater des Vizepräsidenten der Ozarks Regional Commission berufen. Diesen Posten bekleidete zwischen dem 20. Januar 1975 und seinem Tod am 13. Juli desselben Jahres.